# Gösta Stenman
Gösta Herman Stenman, född 13 september 1888 i Uleåborg, Finland, död 19 mars 1947 i Stockholm, var en finlandssvensk konsthandlare.
Han var sin tids ledande konsthandlare i Finland. Stenman ägde en konstsalong i Helsingfors. Han upptäckte Tyko Sallinen och var hans mecenat och stödde modern finländsk konst. Helene Schjerfbeck var Stenmans fynd och protegé. Även Jalmari Ruokokoski och Juho Mäkelä hade anknytning till Stenmans konstsalong. Han var även en internationellt bemärkt kännare av äldre konst.
Stenmans samling av finländsk konst övergick sedermera i Karl Hedmans ägo. Stenman lånade pengar av Hedman för sina konstaffärer, och ville betala räntorna i form av konstverk. Snart blev det nödvändigt att betala en del amorteringar med konst. När Stenman under den ekonomiska depressionen i slutet av 1920-talet inte kunde betala sina lån hamnade hans samling om 142 verk i pant hos den hedmanska stiftelsen. Panten inlöstes aldrig och därför hamnade de så småningom i Österbottens museums ägo i Vasa. 
Stenman flyttade till Sverige och etablerade en konstsalong i Stockholm. Sedan 1934 var han också svensk medborgare. 
Han var far till Maja Rydman.

## Utmärkelser
- Riddare av Vasaorden[4]

[Redigera Wikidata]